# Patrijs (vogel)
De patrijs of het veldhoen (Perdix perdix) is een akkervogel uit de familie van de fazantachtigen (Phasianidae). De soort komt voor in grote delen van het Europese continent en het westen van Azië. De patrijs leeft ook in Nederland en België.

## Kenmerken
Een volwassen patrijs is 28 à 32 centimeter lang en is compact met een rond lichaam. Op het eerste gezicht lijken de mannetjes en vrouwtjes op elkaar; toch is er sprake van seksueel dimorfisme. De mannetjes hebben een donkerbruine buikvlek in de vorm van een hoefijzer, bij vrouwtjes is deze vlek een stuk kleiner, grauwer van tint, of geheel afwezig. Beide geslachten hebben een oranje keel, wangen en wenkbrauwstreep. De kroon, nek, borst en flanken zijn lichtgrijs. De flanken zijn daarnaast voorzien van meerdere roestbruine banden. Daarnaast heeft de patrijs bruine vleugels en een witte buik en onderstaartdekveren. De jonge exemplaren hebben geen borstvlek en hebben veel weg van een kwartel (Coturnix coturnix) of jonge fazant (Phasianus colchicus), maar zijn groter en compacter. Ze zijn geelbruin tot grijsbruin, zonder oranje delen rondom de kop of borstvlek. Na twee à drieënhalve maand zal de jonge patrijs naar een adult verenkleed ruien. Patrijzen zijn vaak in kleine groepen te zien.

## Broeden
Het broeden begint in het Verenigd Koninkrijk al vanaf eind april, in Centraal-Europa tussen begin mei en juni en in Zweden tussen eind mei en juni, met een eventueel tweede legsel in augustus of september. Het eerste legsel bestaat uit maar liefst 15-17 eieren, een tweede legsel telt minder eieren. Het nest is een ondiep kuiltje met plantaardige materialen, dat gebouwd wordt onder een heg of andere dichte vegetatie.
Een experiment door Beani & Dessì-Fulgheri (1995) testte of uiterlijke kenmerken een rol spelen wanneer vrouwtjes een partner kiezen. Het belangrijkste mannelijke kenmerk, de kastanjebruine buikvlek, werd geheel of gedeeltelijk verbleekt. Het onderzoek wees uit dat de vlek geen aantrekkingskracht uitoefent; de vrouwtjes kozen een partner op basis van zijn zangkwaliteiten.

## Voedsel
Het voedsel bestaat uit zaden, onkruiden, granen, bladeren van grassen en klaver en insecten.

## Verspreiding en ondersoorten
De Europese populatie werd in 2015 door Birdlife International geschat op 1,38-2,67 miljoen broedparen. Het verspreidingsgebied van de patrijs reikt van Ierland tot aan het Oeralgebergte, met uitzondering van noordelijk Fennoscandinavië, IJsland en het noorden van Rusland. Daarnaast is de soort ook aanwezig in delen van West-Siberië, Kazachstan en de Zuidelijke Kaukasus en is hij geïntroduceerd in Noord-Amerika. De patrijs is hoofdzakelijk een standvogel, maar in Oost-Europa trekt de soort gedeeltelijk. In de Kaukasus trekt hij in oktober of november van de bergen naar de valleien.
Er worden acht ondersoorten onderscheiden:
- P. p. perdix: van zuidelijk Fennoscandinavië en de Britse eilanden tot Bulgarije en Griekenland.
- P. p. armoricana: westelijk en zuidelijk Frankrijk.
- P. p. sphagnetorum (Veenpatrijs): noordoosten van Nederland en noordwestelijk Duitsland. De geldigheid van deze ondersoort wordt betwist, omdat deze genetisch gezien niet veel van de nominaat verschilt.[7]
- P. p. hispaniensis (Iberische patrijs): noorden van Spanje en het noordoosten van Portugal.
- P. p. italica (Italiaanse patrijs): Italië
- P. p. lucida: van Finland tot het Oeralgebergte en de noordelijke Kaukasus.
- P. p. canescens: van Turkije tot de Kaukasus en noordwestelijk Iran.
- P. p. robusta: van het Oeralgebergte tot het zuidwesten van Siberië en het noordwesten van China.

In Nederland is de patrijs vooral nog te vinden in Zeeland, Noord-Brabant, delen van Limburg, de Betuwe, de Achterhoek, het oosten van Overijssel, de Kop van Noord-Holland en de grootschalige akkergebieden in Oost-Groningen.

## Biotoop

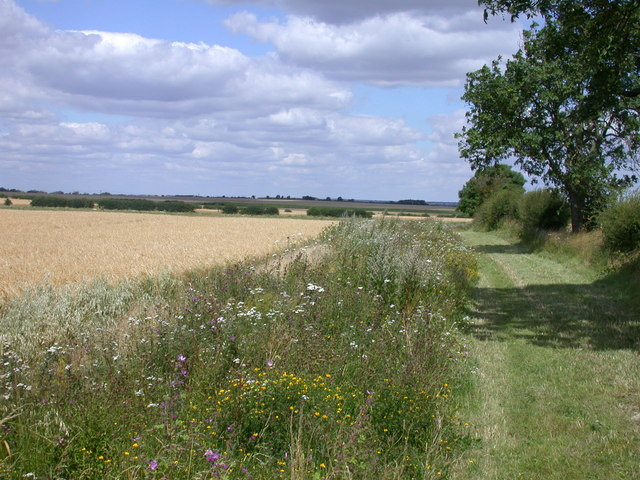
Patrijsvriendelijke akker in het Verenigd Koninkrijk

Patrijzen komen van nature voor in steppe en in de gematigde cultuurlandschappen. De vogel heeft in West-Europa een voorkeur voor extensief beheerde landbouwgebieden met kleinschalige elementen. De patrijs leeft daar in weilanden, graanakkers, akkerranden, wegranden en braakliggende terreinen met houtwallen, singels of heggen. De ondersoort Perdix perdix hispaniensis die in de Pyreneeën en het Cantabrisch Gebergte voorkomt, leeft in berggebieden met dicht struikgewas dat afgewisseld wordt door kruidenrijke vegetaties. Deze gebieden moeten echter beheerd worden door middel van begrazing of door het gecontroleerd laten afbranden, omdat ze anders tot bossen uitgroeien.

## Geluid
De zang, die door beide geslachten ten gehore wordt gebracht is een hees en raspend kierr-ik of pierr-ik, dat meerdere keren met korte intervallen herhaald wordt. De zang is vaak in de schemering of 's nachts te horen. Soms is ook een scherp, kort prrri prrri prrri prrrri of rick-rick-rick te horen.

## Achteruitgang van de patrijs

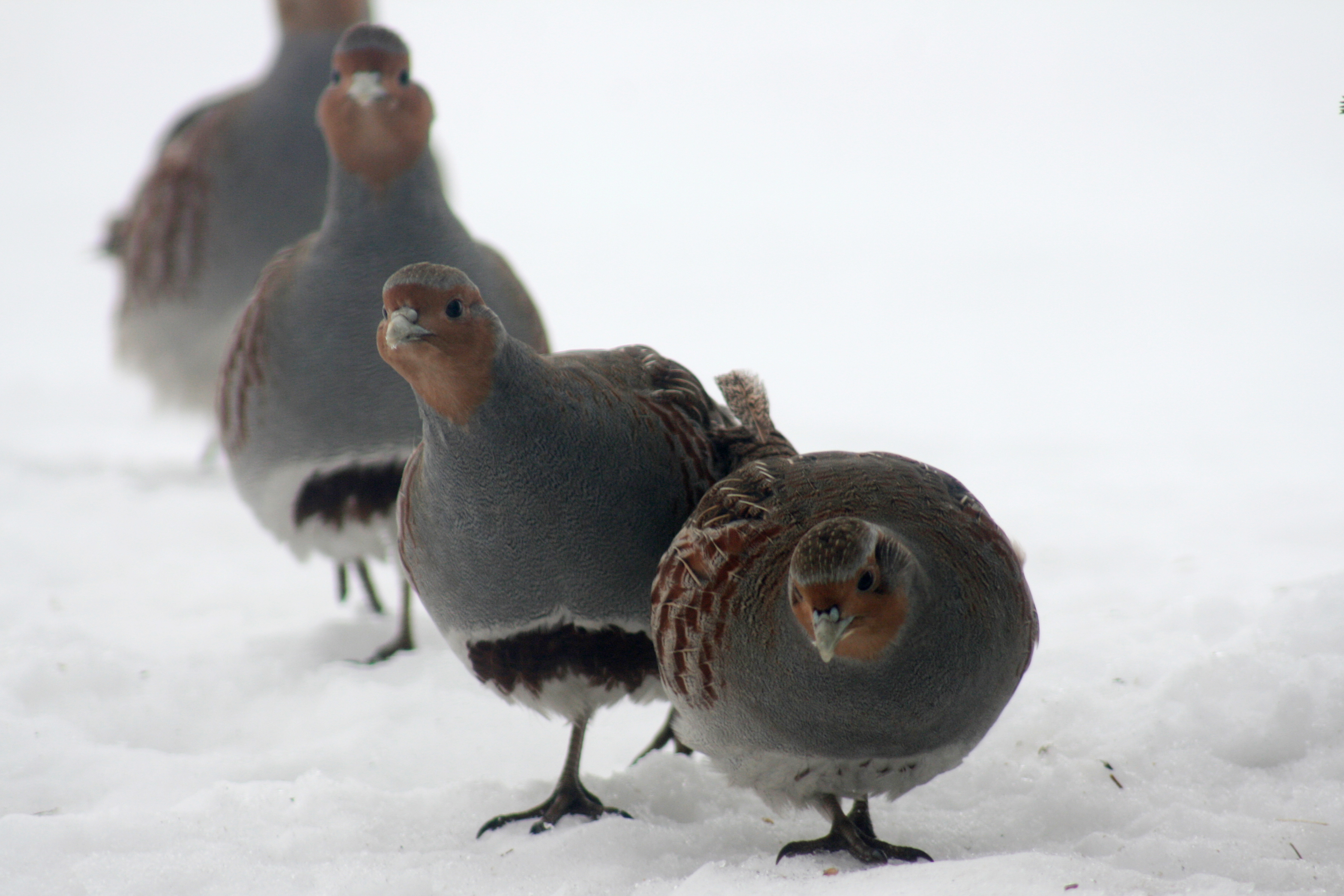
Groep patrijzen in de winter

Sinds het begin van de 20e eeuw gaat de patrijs in alle 31 landen waar de soort voorkomt in aantal achteruit. De oorzaak van de achteruitgang van de patrijs is onder andere een gebrek aan insecten door overmatig gebruik van pesticiden en herbiciden. Daarbij komt ook nog een afname van nestgelegenheid ten gevolge van intensieve landbouw en veeteelt, die kleinschalige elementen als heggen, kruidenrijke overhoekjes en stoppelakkers doet verdwijnen. Bovendien lopen jonge vogels en nesten in het broedseizoen het risico om uitgemaaid te worden.
De achteruitgang is in Nederland goed gedocumenteerd; deze begon al in de periode 1950 tot 1970, waarbij deelstudies aantoonden dat de vogel in die periode achteruitging met 40-60%. Volgens Sovon Vogelonderzoek Nederland nam het aantal broedparen in de periode 1990-2003 verder af en broedden er in 2007 nog ongeveer 10.000 paren in Nederland.

Er zijn onder meer in de Achterhoek initiatieven opgezet om de patrijs weer te doen toenemen. Dankzij gerichte beschermingsmaatregelen nam de soort in de omgeving van Aalten weer toe en steeg het aantal broedparen van drie paartjes in 2011 naar 34 paartjes in 2015.

## Beschermingsstatus
De patrijs heeft een groot verspreidingsgebied en daardoor is de kans op de status kwetsbaar (voor uitsterven) gering. De grootte van de wereldpopulatie werd in 2022 geschat op 3 tot 5 miljoen volwassen individuen. De patrijs gaat in aantal achteruit. Echter, het tempo op wereldschaal ligt beneden 30% in tien jaar (minder dan 3,5% per jaar). Om deze redenen staat de patrijs als niet bedreigd op de Rode Lijst van de IUCN. De soort is ook via de Europese Vogelrichtlijn beschermd onder Annex II en Annex III en de ondersoorten Perdix perdix italica en Perdix perdix hispaniensis onder Annex I. Voor de ondersoorten in Annex I zijn nationale beschermingsprogramma's opgezet.
Omdat de achteruitgang van de patrijs ook betrekking heeft op Nederland en Vlaanderen, staat de soort zowel op de Nederlandse Rode Lijst als op de Vlaamse Rode Lijst als kwetsbaar vermeld. In Nederland was de patrijs in de Flora- en faunawet aangemerkt als wildsoort, maar de jacht hierop is al sinds 1996 gesloten. Doordat de patrijzenpopulatie in Nederland niet stabiel is, werd de soort uiteindelijk helemaal van de lijst met bejaagbaar wild geschrapt. In Vlaanderen is de patrijs nog bejaagbaar van 15 september tot en met 15 november, maar alleen in erkende wildbeheereenheden en indien het patrijzenbestand in het jachtterrein gunstig is. Het Agentschap voor Natuur en Bos kan de jacht sluiten als de populatiestand ongunstig is of als er onvoldoende maatregelen genomen worden om de stand te verbeteren.

## Trivia
- In zijn Metamorphosen vertelt Ovidius over Perdix, een neefje van de uitvinder Daedalus. De jongen dreigde een betere uitvinder te worden dan Daedalus. Dat kon zijn oom niet verkroppen, en hij duwde Perdix van het dak van het Parthenon. Maar de jongen werd gered door de godin Pallas Athena, als beschermgodin van de handwerklieden. Om Perdix te redden, veranderde ze hem in een patrijs (Latijn: perdix). Ovidius zegt dan ook dat patrijzen bang zijn om op grote hoogte te vliegen, omdat Perdix een trauma overhield aan zijn val.[15]
- De naam Perdix is mogelijk een onomatopee.[16] Zijn roep klinkt als kierr-ik of pierr-ik.[2]
- Omdat de patrijs dreigt te verdwijnen uit Nederland riepen Sovon Vogelonderzoek Nederland en Vogelbescherming Nederland 2013 uit tot het Jaar van de Patrijs.[17]

## Galerij

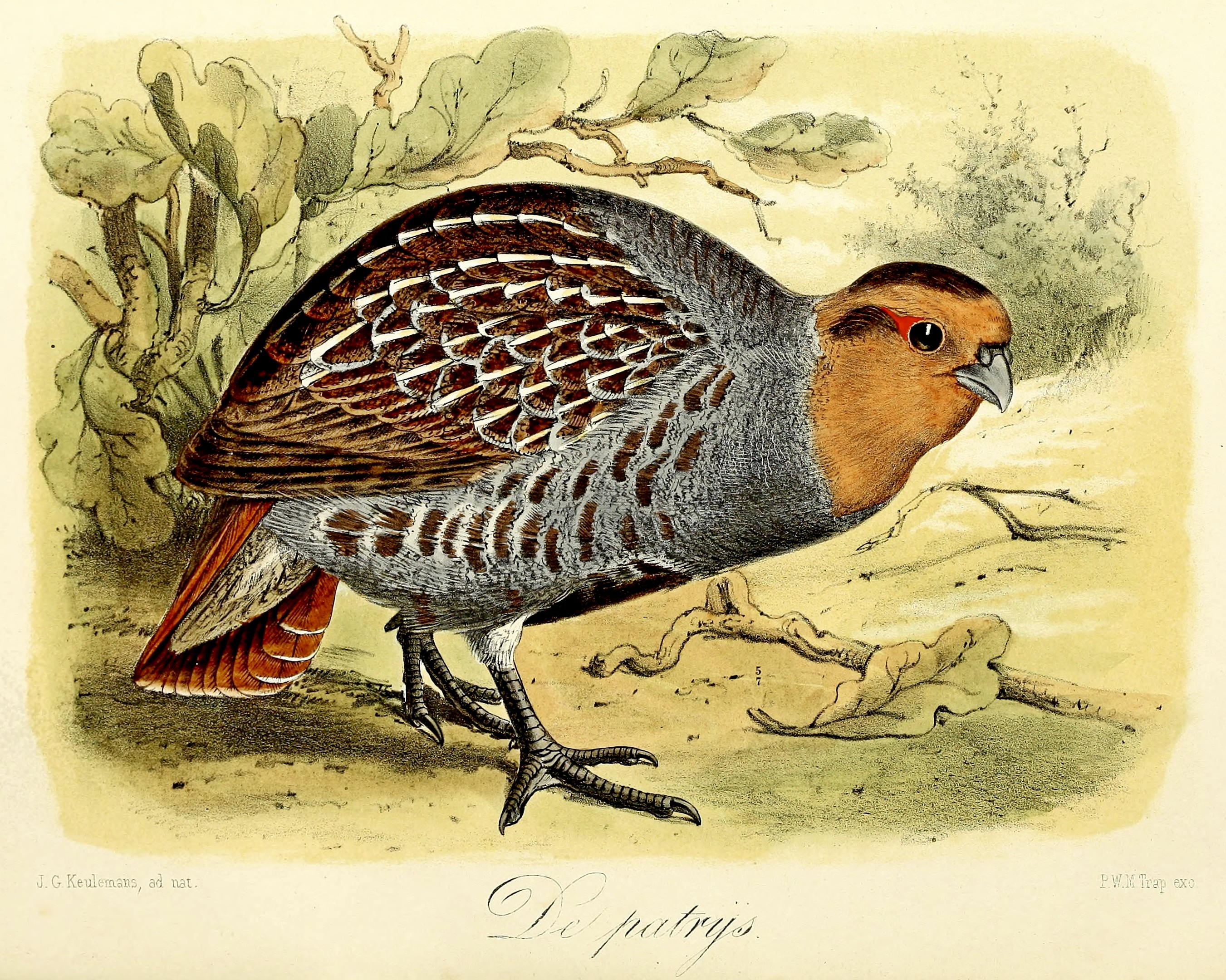
De patrijs (1869), John Gerrard Keulemans
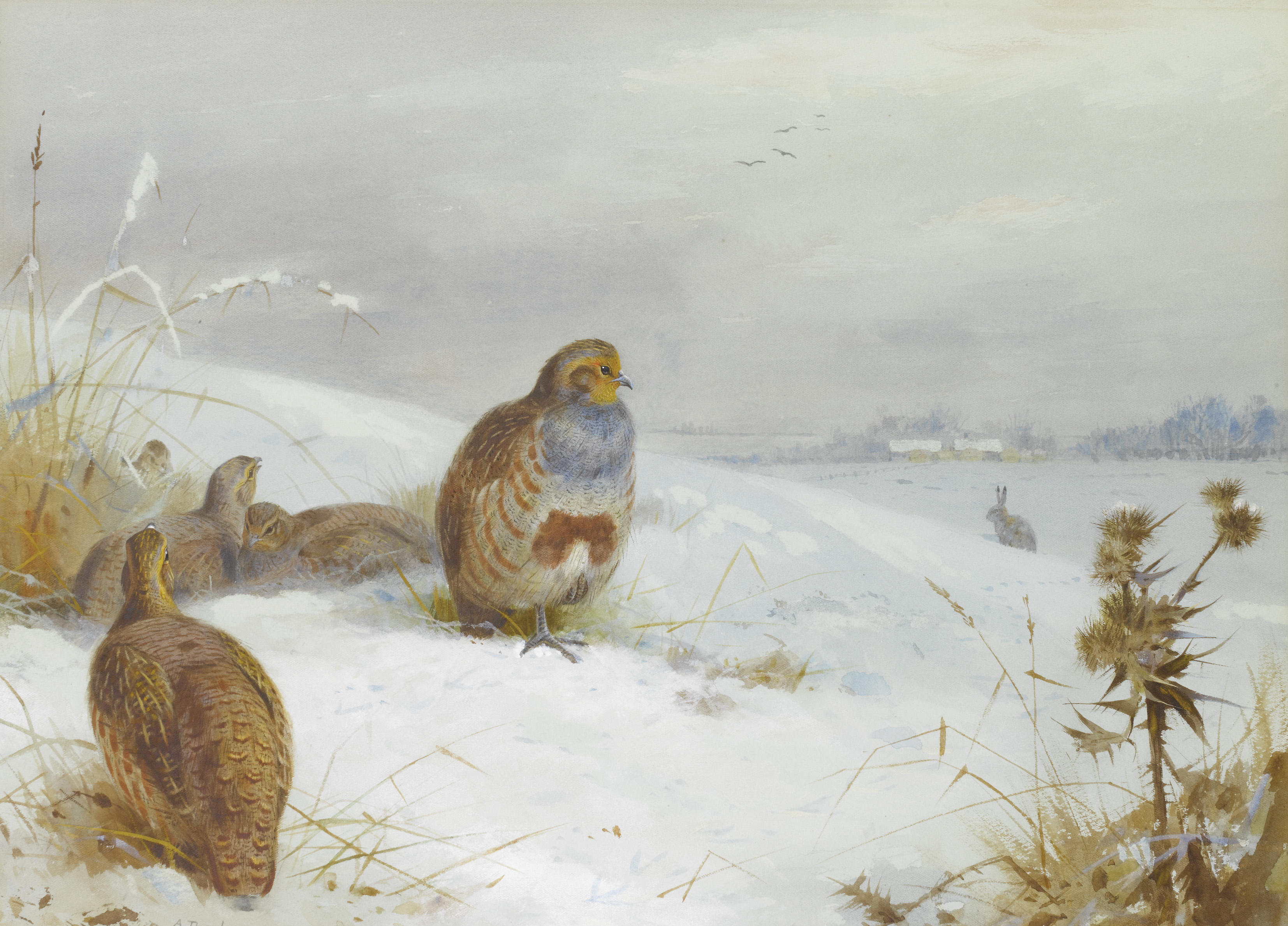
Patrijzen en een haas (1892), Archibald Thorburn